# Gustavia speciosa
Espèce
Classification phylogénétique
Statut de conservation UICN

 VU  : Vulnérable
Gustavia speciosa est une espèce de plantes à fleurs du genre Gustavia et de la famille des Lecythidaceae.